# Trachylepis albilabris
Trachylepis albilabris är en ödleart som beskrevs av  Hallowell 1857. Trachylepis albilabris ingår i släktet Trachylepis och familjen skinkar. Inga underarter finns listade i Catalogue of Life.